# Augo Lynge
Augustinus "Augo" Telef Nis Lynge (født 16. oktober 1899 i Qeqertarsuatsiaat (Fiskenæsset), død 30. januar 1959 på skibet M/S Hans Hedtoft ved Kap Farvel) var en grønlandsk politiker, underviser, digter og forfatter. Han blev ved folketingsvalget 22. september 1953 et af Grønlands to første medlemmer af Folketinget.

## Familie
Augo Lynge var søn af overkateket Pavia Lynge og dennes hustru Bendthea Lynge. Han havde fem søskende: Rosa, Vilhelm, Agnete, Marie og Magdaline.
Han blev gift første gang 12. juli 1925 med Qétura/Ketura (Qittuulaaraq) Heilmann, født 4. december 1901 i Godthåb, død 1939, datter af fanger A. Peter O. Heilmann og Martha Holm. Sammen fik de børnene Lise, Martha, John, Marie, Astrid, Lars og Kunuk.
I sit andet ægteskab med Emilie Lund fik Lynge børnene Helga og Augo.

## Uddannelse og karriere
I 1921 bestod Lynge lærereksamen ved seminariet i Godthåb. Han tog senere flere kurser ved Jelling Seminarium 1923-24, Københavns Seminarium 1923-24 og Danmarks Lærerhøjskole 1933-34.
Augo Lynge begyndte sin erhvervsskarriere som lærer i Grønland i 1924. Fra 1930 underviste han på Godthåb Seminarium.

## Politisk karriere
Hans første politiske tillidshverv var som medlem af Godthåb kommuneråd 1930-42. Fra 1939 sad han i Grønlandsudvalget i Rigsdagen i flere perioder, og fra 1951 til 1955 var han medlem af Grønlands Landsråd.
Ved det første valg efter vedtagelsen af grundloven af 1953 blev Augo Lynge sammen med Frederik Lynge indvalgt i Folketinget. Da det nyvalgte Folketings åbningsmøde 6. oktober 1953 kunne de dermed som de to første grønlandske repræsentanter tage sæde i tinget.
I 1941 stiftede Lynge ungdomsforeningen «Nunavta qitornai» (Vort Lands Børn). Han var desuden formand for Grønlands Folkeoplysningsforening 1952-55 og medlem af bestyrelsen for Kong Frederik IX's og Dronning Ingrids Fond til Bekæmpelse af Tuberkulosen i Grønland fra 1953.
I 1952 blev Lynge Ridder af Dannebrog.

## Skibsforliset og hans død
Danmarks nybyggede grønlandsskib M/S Hans Hedtoft påbegyndte sin jomfrurejse i København 7. januar 1959. Skibet sejlede først til Julianehåb, derefter videre til Godthåb, Holsteinsborg og Sukkertoppen, før det stævnede ud på returrejsen til København fra Julianehåb. Hjemturen begyndte 19. januar klokken 21:15.
Augo Lynge var en af de 95 om bord. Imidlertid stødte skibet på et isbjerg i Labradorstrædet ca. 20 sømil syd for Kap Farvel. I lighed med RMS Titanic skulle MS Hans Hedtoft ikke kunne synke. Dette viste sig imidlertid ikke at holde stik, og skibet sank 30. januar. Alle ombordværende døde; 55 passager og samtlige 40 besætningsmedlemmer.
Der findes et relief af Augo Lynge udført af Hans Lynge. I Nuuk er vejen Augo Lyngip Aqqutaa opkaldt efter ham.

## Udgivelser
- Nunaga-aa, nunarsuup avannaani (Mit fædreland højt mod nord) digt
- Erinarsungaartarit nipit qiimasut anikkit, digt
- Nuannarisannik oqassaguma
- Aalisartut qangatut ajornikuujumaarput, digt
- 1931 – Ukiut 300-ngornerat (300 år senere, eller 300-årsjubilæet) – Den anden roman udgivet på grønlandsk
- 1934-48 – Magasinet Tarqigssut
- 1989 Trehundrede år efter ISBN 9788755805026
- 2016 Trois cents ans après. Grønlandshavn en 2021 ISBN 978-2-7605-4417-8

Desuden har han udgivet flere lærebøger i zoologi, geografi og grønlandsk.